# Viticulture en Albanie

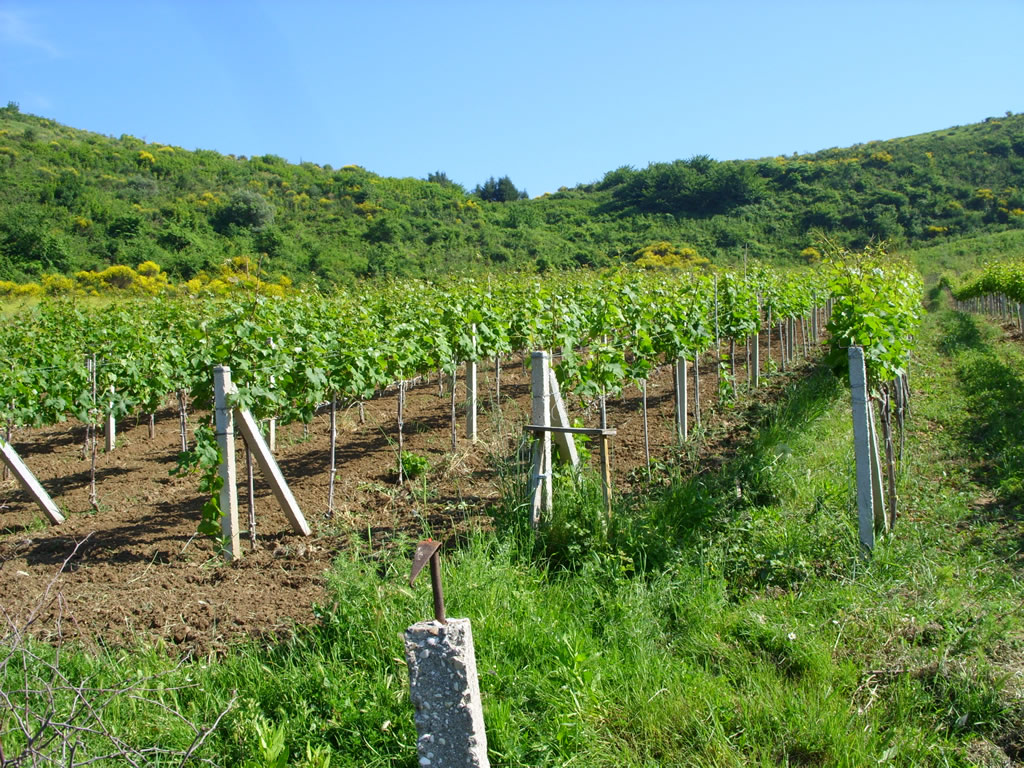
Vignoble à Cerkovine.

La viticulture en Albanie s'est développée, dès le VIIIe siècle av. J.-C. sur la base de cépages autochtones qui avaient résisté à l'ère glaciaire. Les vins d'Illyrie furent célèbres sous l'Empire romain et ne perdirent leur réputation qu'à partir de la conquête turque. Ils sont de nos jours en pleine renaissance.

## Histoire
L'Albanie, tout comme les îles Ioniennes de la Grèce, et le sud de la Dalmatie dans l'actuelle Bosnie-Herzégovine semble avoir été le dernier vestige de la vigne en Europe, après l'ère glaciaire. C'est ce qu'a pu déterminer le professeur Henri Enjalbert lors de ses recherches.

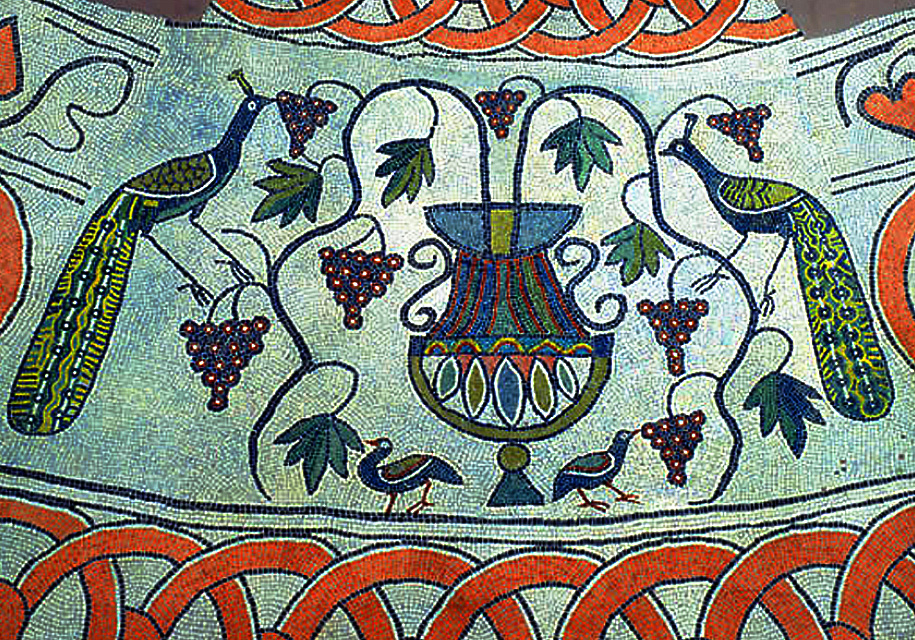
Baptistère paléochrétien de Butrint.

Les premières références d'une viticulture en Illyrie datent du VIIIe siècle avant notre ère. Sous la colonisation romaine, les auteurs latins citent l'Illyrie comme la provenance d'une vigne à haut rendement introduite en Italie. Le site de Butrint classé sur la liste du patrimoine mondial de l'UNESCO depuis 1992 résume une grande partie de l'histoire albanaise. Cité grecque, ville romaine, il devint le siège d'un évêché, puis passa sous l'administration de Byzance. Il fut abandonné à la fin du Moyen Âge. Au cours de la période paléochrétienne, deux basiliques et un baptistère y furent édifiés. Ce baptistère du VIe siècle, bâti sur seize piliers est pavé de mosaïques, où se retrouve le thème de la vigne et du vin.
Mais la production de vin, sous l'influence de l'Islam, ne perdura pas au-delà du XVIIe siècle. La progression du vignoble albanais reprit, entre 1912 et 1944. Seul le phylloxéra, apparu en 1933, perturba cette évolution. À la fin de la Seconde Guerre mondiale, il n'y avait plus que 2 737 hectares de vignes.
Pendant le demi-siècle de régime soviétique, en dépit du désintérêt officiel, le vignoble reprit sa progression pour atteindre 20 000 hectares. Sur cette superficie, 14 000 hectares étaient consacrés aux cépages de cuve,. En 1957, vingt-quatre caves produisaient essentiellement des vins secs et doux, des jus de raisin, ainsi qu'un distillat appelé raki rrushi pour la consommation locale et du brandy pour l'exportation.

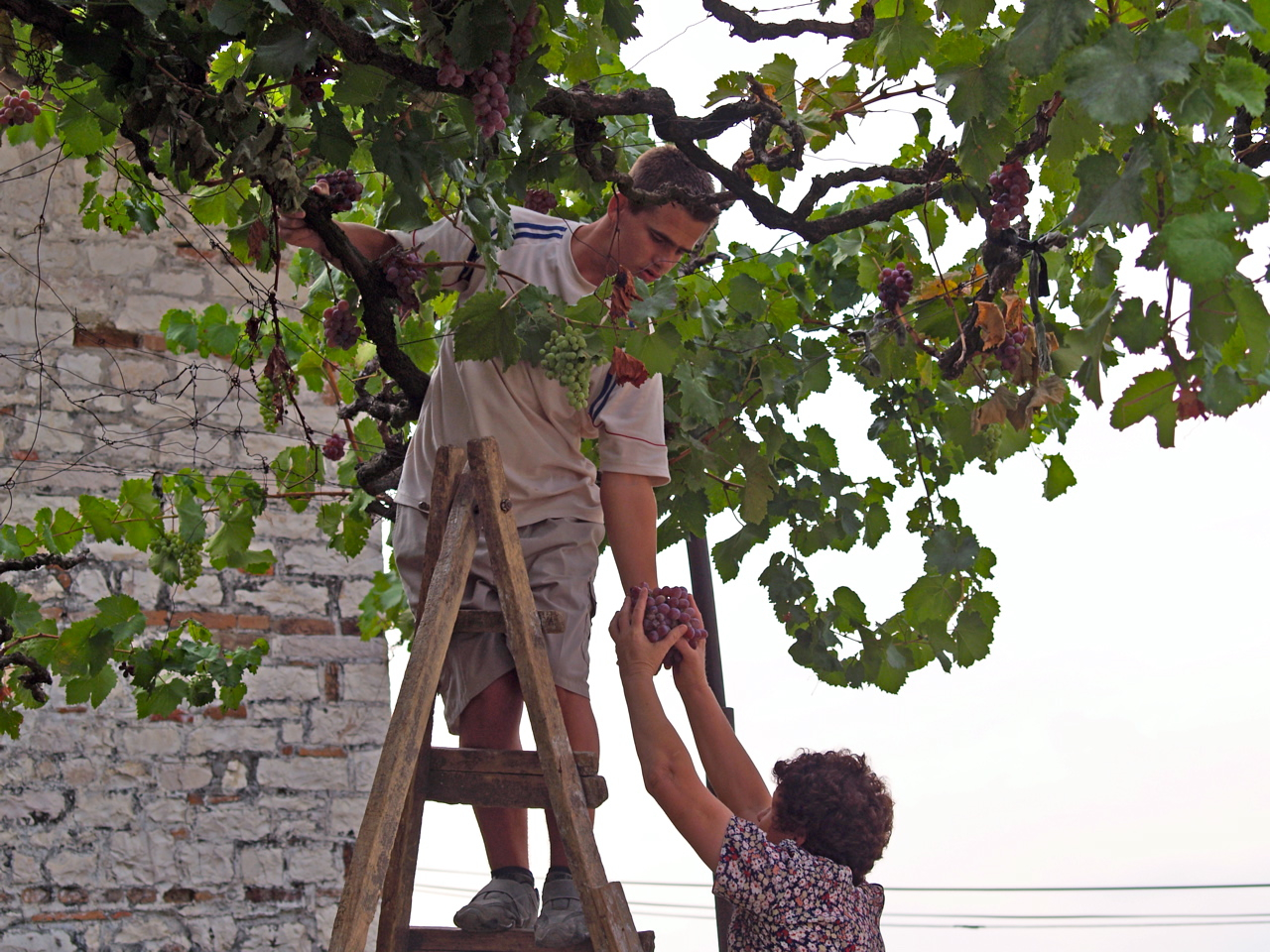
Vendange à Berat.

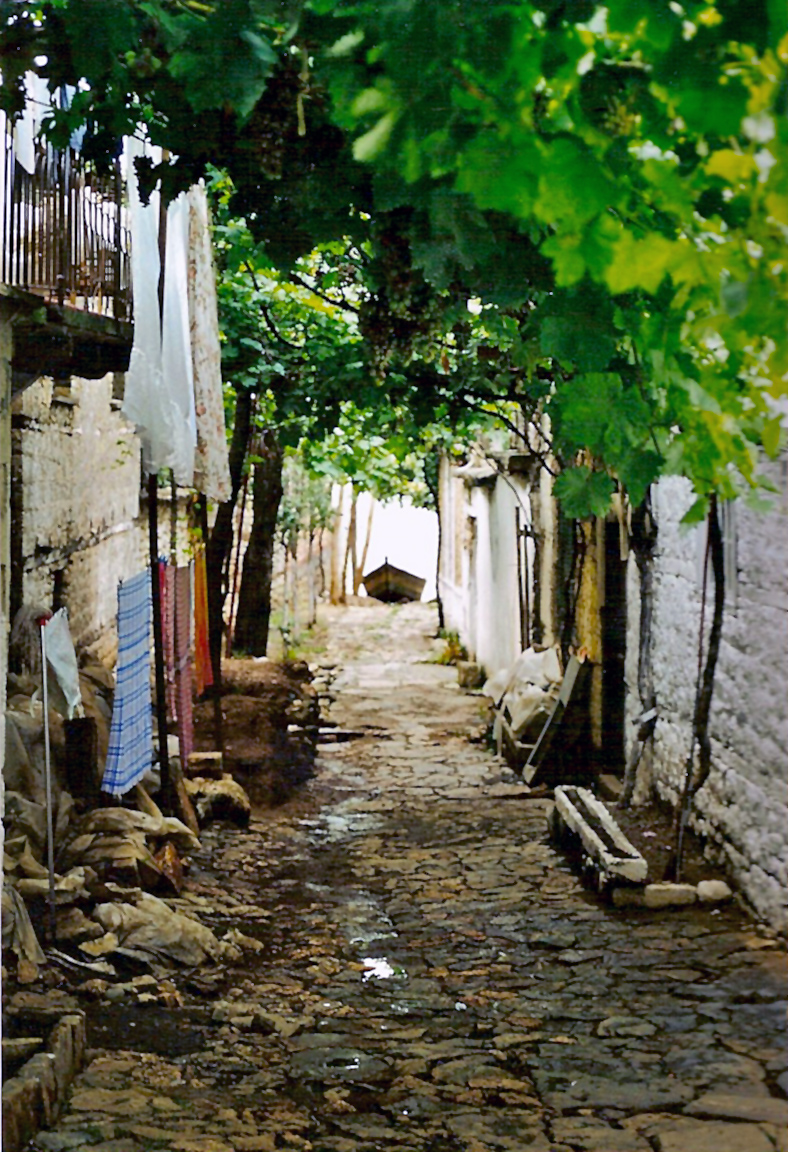
Ruelle avec ses treilles à Lin.

Trois grandes zones de productions avaient été planifiées en fonction de leur encépagement. La première, une région de plaine et de collines recouvertes de galets, comprenait les vignobles de Shkoder, Lezke et Durrès. Le cépage kallmet y prédominait, fournissant des vins puissants, aromatiques et tanniques. Ils étaient exportés en vrac vers la Dalmatie, la Hongrie et la Pologne où ils servaient de vins de coupage. Embouteillés et étiquetés Merlot, ils partaient vers l'Allemagne de l'Est et la Pologne.
La seconde zone regroupait les vignobles de Permet et de Lukovo. Le cépage vlosh y était cultivé en coteaux et sur terrasses. Ces terroirs donnaient des vins puissants et aromatiques qui étaient exportés en vrac et sans mention d'origine vers l'Italie. Enfin, les vignes du plateau de la Mirdité et celles s'étendant de Durrès à Fier, constituaient la troisième zone. Le cépage shesh y poussait sur des sols marno-argileux ou argilo-sableux. Les vins rouges, légers, fruités et tanniques étaient exportés en vrac pour le coupage vers la Hongrie et la Pologne. Les vins blancs, aromatiques, qui étaient embouteillés et baptisés riesling, étaient exportés vers les mêmes pays.
La production viticole étant organisée sur la base de « deux ensembles, trois éléments », seul le secteur collectif commercialisait ses vins. Il était subdivisé en deux, le secteur d'État, qui contrôlait 40 % des terres viticoles, et le secteur coopératif, sous la responsabilité d'un ou de plusieurs villages qui regroupait 28 % des vignobles. Le troisième secteur de production revenait à l'initiative privée, tant rurale qu'urbaine puisque traditionnellement toute maison d'habitation comportait une treille ou une pergola tant en ville qu'à la campagne. Il représentait 32 % des surfaces plantées en vignes.
|                                   | 1950      | 1960      | 1970      | 1980      | 1990      | 2007      | 2009      |
| --------------------------------- | --------- | --------- | --------- | --------- | --------- | --------- | --------- |
| Vignobles (ha)                    | 2 430     | 8 545     | 11 020    | 16 719    | 17 621    | 9 103     | 9 806     |
| Surfaces en production (ha)       | 1 200     | 2 577     | 9 944     | 10 653    | 14 058    | 7 497     | 8 532     |
| Productivité du secteur collectif | 49 %      | 30 %      | 90 %      | 64 %      | 80 %      | 82 %      | 87 %      |
| Vignes privées en hautain         | 2 222 000 | 5 082 000 | 5 997 000 | 4 466 000 | 6 063 000 | 5 520 000 | 5 503 000 |
| Hautains en production            | 1 696 000 | 3 381 000 | 3 650 000 | 3 013 000 | 5 571 000 | 4 757 000 | 4 916 000 |
| Production de raisins (tonnes)    | 21 400    | 22 300    | 64 500    | 66 200    | 91 000    | 146 500   | 162.800   |

## Régions viticoles

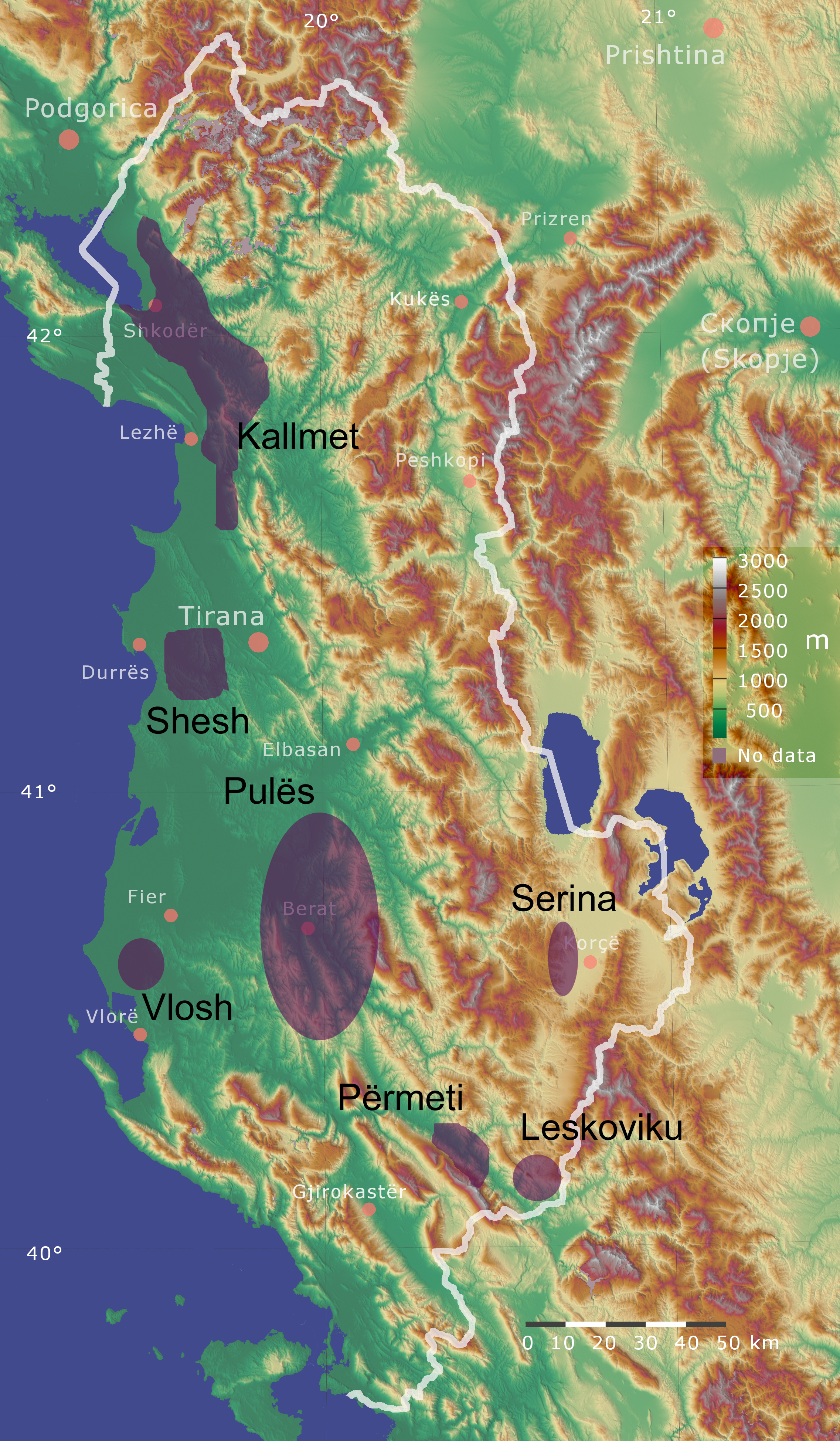
Les quatre régions viticoles.

L'Albanie est actuellement divisée en quatre grandes régions viticoles en fonction de ses terroirs. La première est la plaine côtière, d'une altitude maximale de 300 mètres. Elle inclut les villes de Tirana, Durrës, Shkodra, Lezhë, Lushnjë, Fier, Vlora et Delvinë. Vient ensuite, la région vallonnée qui s'étage entre 300 et 600 mètres et qui comprend Elbasan, Krujë, Gramsh, Berat, Përmet, Librazhd et Mirdita. La troisième région viticole est un piémont dont l'altitude varie entre 600 et 800 mètres ; là se situent les villes de Pogradec, Korçë, Leskovik et Peshkopi. Sur la partie montagneuse, le vignoble est cultivé jusqu'à mille mètres, il prospère sur des sols argilo-siliceux de profondeurs et d'expositions variées.

## Encépagement
Les variétés les plus cultivées sont les Mavrud, Dimiat, Pamid, Prokupac, Merlot, Cabernet-sauvignon, Pinot noir, Pinot gris, Aligoté, Riesling, Tokai Friulano, Muscat blanc à petits grains et Trebbiano. Actuellement, les principaux cépages locaux sont le Shesh i bardhe, pour les vins blancs, et le Shesh i zi, pour les vins rouges. Ils représentent 35 % de l'encépagement et tirent leur nom du village de Shesh qui se situe à 15 kilomètres de Tirana. Avec de faibles rendements, le premier exhale des arômes floraux, et le second produit des rouges de garde.
Le kallmet, cultivé dès l'Antiquité romaine autour du lac de Skadar, est toujours considéré comme le meilleur cépage autochtone pour le rouge. Le vlosh, dont les vignes entourent le village de Narta, est un cépage qui donne corps et tannin aux vins. Ceux-ci acquièrent, en vieillissant, les caractéristiques du rancio.

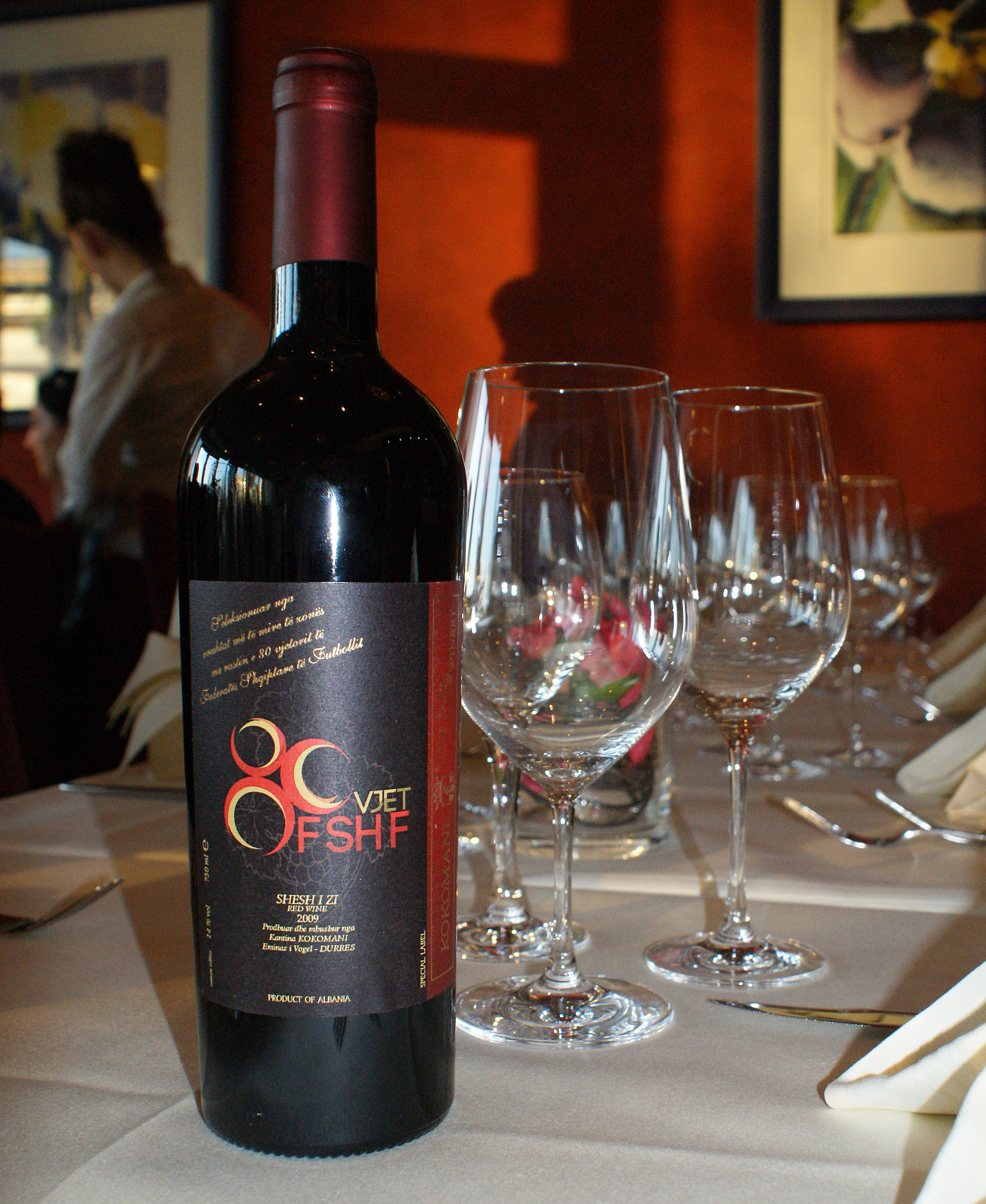
Bouteille de Sheshi i Zi (80e anniversaire du F.Sh.F.)
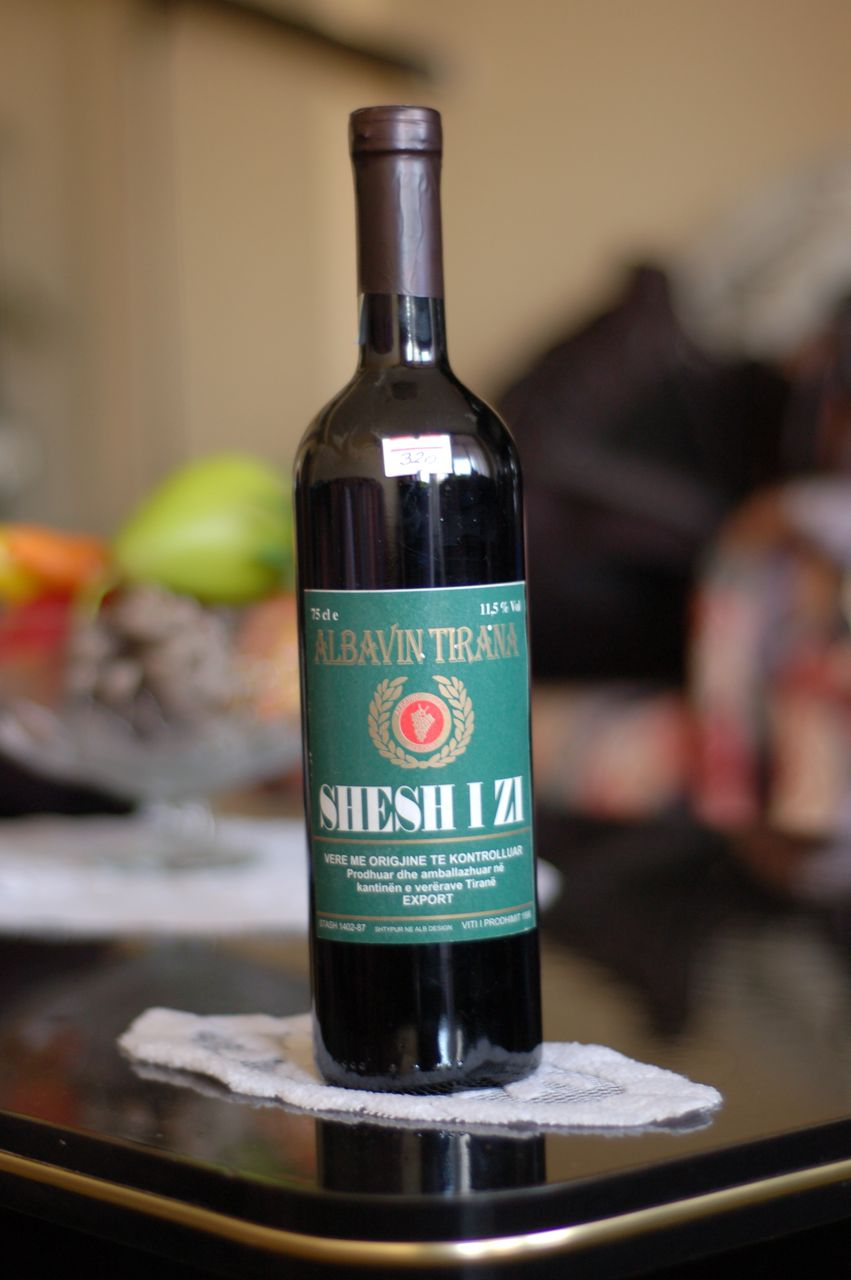
Vin rouge de Sheshi i Zi vinifié et embouteillé par Tirana Export

## Réforme de la filière vitivinicole
Pour moderniser la production de viti-vinicole, un institut de recherche a été fondé en 1990, un de ses buts est de valoriser les cépages locaux. Depuis 1992, est mis en place un programme de privatisation des terres viticoles afin de tenter d'instaurer une économie de marché.

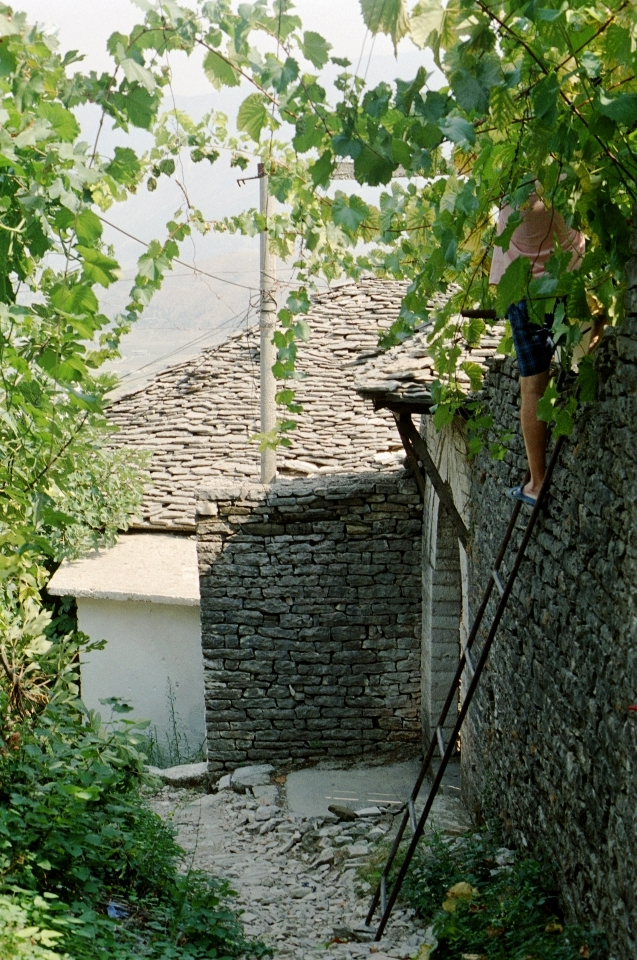
Vendanges à Gjirokastra

Dans le cadre des activités de coopération entre le Ciheam-Iamm de Montpellier et l’Albanie, l'état de la filière vitivinicole a fait l'objet de deux missions d'étude en mai et septembre 2001. Outre la tradition vigneronne perdue, les experts français ont découvert un vignoble exsangue, une filière et des structures peu adaptées à la commercialisation.
Les premières actions menées sur le terrain ont d'abord consisté à améliorer l'état sanitaire des vignes existantes pour une meilleure vinification. Puis, dans un second temps, il a été prévu de pourvoir au renouvellement et de l'extension du vignoble. Ce qui a nécessité des stages de formation pour les viticulteurs, les techniciens vitivinicoles et la dégustation du vin.
L'avenir et la pérennité d'un vignoble de qualité a été pris en compte par la sélection et la production de plants de vigne. Cela doit permettre, à terme, de renouveler le vignoble réduit d'un tiers depuis le changement de régime. Les pépiniéristes viticoles, formés sur place, permettront à la filière de maîtriser la chaîne de production de matériel végétal, préconiser les modes de conduite et déterminer les encépagements. Pour ce faire une opération pilote a été préconisée dans la région de Korça ou Permet.
De plus, une recherche sur l'histoire de la vigne et du vin a été prévue à Korça. Elle doit exploiter les documents d'archive et les témoignages d'anciens. Son but est d'obtenir des indications sur la localisation des vignobles, les types de vins produits, les techniques employées et le comportement des cépages locaux.